# Trại hành quyết

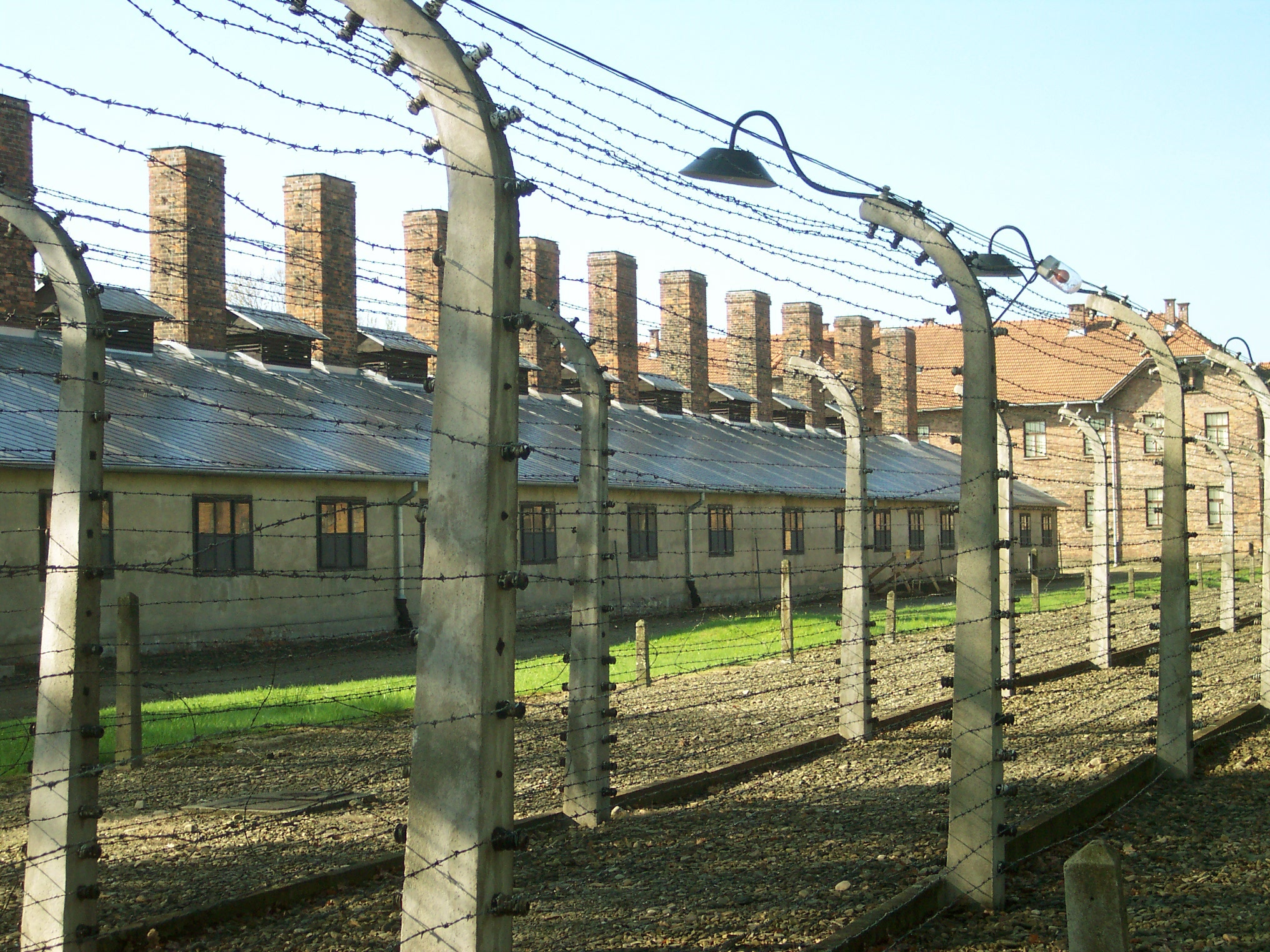
Bên ngoài trại hành quyết Auschwitz

Trại hành quyết, trại hủy diệt hay trại tử thần là những trại tập trung được Đức Quốc xã thiết lập trong thời kỳ cầm quyền của mình (trong giai đoạn 1942 đến 1945) để thực hiện việc hành quyết các tù nhân, các lực lượng đối lập bị bắt và đặc biệt là thực hiện việc tiêu diệt người Do Thái. Hầu hết các trại tập trung và các trại huỷ diệt đã bị phá hủy sau chiến tranh, một số trở thành các đài tưởng niệm vĩnh viễn.

## Xây dựng
Tháng 12 năm 1941, Quốc xã cho mở trại Chelmno, trại đầu tiên trong số bảy trại hành quyết được thiết lập với mục đích sử dụng công nghiệp hành quyết để tận diệt tù nhân trong trại. Đây là loại hình khác với các trại tập trung hoặc trại lao động. Hơn ba triệu người Do Thái mất mạng trong các trại hành quyết này. Phương pháp sát hại là dùng khí độc (Zyklon B hoặc cacbon mônôxit) trong những phòng hơi ngạt, mặc dù vẫn có nhiều nạn nhân bị giết bằng súng hoặc bằng các phương tiện khác. Thi thể của họ bị đem vào các lò thiêu xác (riêng ở trại Sobibór, dùng các giàn thiêu ngoài trời), tro người chết được rải hoặc chôn. Các trại hành quyết được điều hành bởi các sĩ quan SS, dưới quyền họ thường là các phụ tá người Ukraina hoặc Baltic. Lính chính quy Đức không được đến gần.

## Phòng hơi ngạt
Tại các trại hành quyết có phòng hơi ngạt, tất cả tù nhân được đưa đến bằng xe lửa, vào địa điểm tiếp nhận, tại đây tất cả áo quần và tư trang đều bị tước đoạt. Họ bị dồn, thân thể trần truồng, vào các phòng hơi ngạt. Trước đó họ được bảo cho biết được đưa đi tắm hoặc tẩy trừ rận chấy, trên đường đi có các bảng chỉ dẫn "phòng tắm" hoặc "tắm hơi".
Theo Rudolf Höß, chỉ huy trại Auschwitz, boong ke 1 chứa 800 người, boong ke 2 chứa 1.200. Một khi phòng hơi ngạt đầy người, cửa phòng bị khóa chặt và những viên Zyklon-B, được thả vào phòng qua những lỗ thông hơi trên tường, bắt đầu tỏa khí độc. Những người bị nhốt trong phòng sẽ chết trong vòng 20 phút; chết nhanh hay chậm phụ thuộc vào vị trí người ấy đứng gần lỗ thông hơi hay không, theo ước tính của Rudolf Höß, khoảng một phần ba nạn nhân chết tức khắc. Joann Kremer, một bác sĩ SS, làm chứng: "Có thể nghe tiếng la hét kêu gào của các nạn nhân, rõ ràng là họ đang cố tìm cách cứu mạng mình."
Khi dọn xác nạn nhân, các tù nhân từng là nha sĩ được giao nhiệm vụ dùng kềm thu hồi răng vàng trong miệng các xác chết, và tóc của những xác phụ nữ đều bị cắt.
| Trại hành quyết | Tử vong   | Chú thích |
| --------------- | --------- | --------- |
| Auschwitz II    | 1.400.000 | [ 5 ]     |
| Belzec          | 600.000   |           |
| Chelmno         | 320.000   |           |
| Jasenovac       | 600.000   | [ 6 ]     |
| Majdanek        | 360.000   |           |
| Maly Trostinets | 65.000    |           |
| Sobibór         | 250.000   |           |
| Treblinka       | 870.000   |           |

Năm 1942, Quốc xã cho khởi động giai đoạn tàn sát cao nhất trong vụ Holocaust, theo đề án Aktion Reinhard, mở cửa các trại hành quyết Belzec, Sobibór, và Treblinka. Tháng 9 năm 1943, hơn 1,7 triệu người Do Thái bị giết trong ba trại này. Trại tử thần lớn nhất được xây dựng tại Auschwitz-Birkenau, gồm có một trại lao động (Auschwitz) và một trại hành quyết (Birkenau); trong trại Birkenau có bốn phòng hơi ngạt và một lò thiêu xác. Trại Birkenau là nơi kết thúc mạng sống của khoảng 1,6 triệu người Do Thái (trong đó có 438.000 người Do Thái bị đem đến từ Hungary chỉ trong vòng vài tháng), 75.000 người Ba Lan và đồng tính nam, cùng khoảng 19.000 người Roma. Vào lúc cao điểm, mỗi ngày có đến 8.000 người bị đưa vào phòng hơi ngạt.
Khi nhập trại, mọi vật dụng có giá trị đều bị tịch thu, phụ nữ bị buộc cắt tóc ngắn. Theo những tài liệu của Đức Quốc xã, tóc của tù nhân được dùng để sản xuất tất dài. Tù nhân bị chia thành hai nhóm: những người yếu sức bị đưa ngay vào phòng hơi ngạt (đôi khi ngụy trang thành phòng tắm), những người khác bị sử dụng như những lao động khổ sai trong nhà máy hoặc tại các cơ sở công nghiệp được xây dựng bên trong hoặc kế cận trại. Giày, tất dài và các vật dụng khác của người tù được tái chế thành các sản phẩm phục vụ chiến tranh. Một số tù nhân bị buộc làm công việc gom xác và thu hồi răng vàng từ các thi thể.